# Il segreto (film 1990)
Il segreto è un film del 1990 diretto da Francesco Maselli.